# Военный ординариат Парагвая
 Военный ординариат Парагвая  (исп. Obispado de las Fuerzas Armadas y la Policia Nacional del Paraguay) — военный ординариат Римско-католической Церкви, действующий в Парагвае. Военный ординариат Парагвая, подчиняясь непосредственно Святому Престолу, обеспечивает пастырское окормление военнослужащих парагвайской армии и их семей.

## История
20 декабря 1961 года Святой Престол учредил конгрегацию военных капелланов для парагвайской армии.
21 июля 1986 года Римский папа Иоанн Павел II издал буллу «Spirituali militum curae», которой преобразовал конгрегацию военных капелланов в военный ординариат Парагвая.

## Ординарии
- епископ Augustín Rodríguez (7.12.1965 — 25.12.1968);
- епископ Juan Moleón Andreu (1.02.1972 — 20.09.1980);
- епископ Эустакио Пастор Кукехо Верга C.SS.R. (5.05.1992 — 15.06.2002, назначен архиепископом Асунсьона);
- епископ Ricardo Jorge Valenzuela Ríos (24.05.2003 — 25.06.2010, назначен епископом Вильяррики-дель-Эспириту-Санто);
- епископ Адальберто Мартинес Флорес (14.03.2012 — 23.06.2018, назначен епископом Вильяррики-дель-Эспириту-Санто);
  - кардинал Адальберто Мартинес Флорес (23.06.2018 — по настоящее время) (апостольский администратор).

## Источник
- Annuario Pontificio, Libreria Editrice Vaticana, Città del Vaticano, 2003, ISBN 88-209-7422-3
- Булла Spirituali militum curae  (лат.)